# La Suze-sur-Sarthe
La Suze-sur-Sarthe is een gemeente in het Franse departement Sarthe (regio Pays de la Loire). De plaats maakt deel uit van het arrondissement La Flèche. La Suze-sur-Sarthe telde op 1 januari 2022 4.628 inwoners.

## Foto's

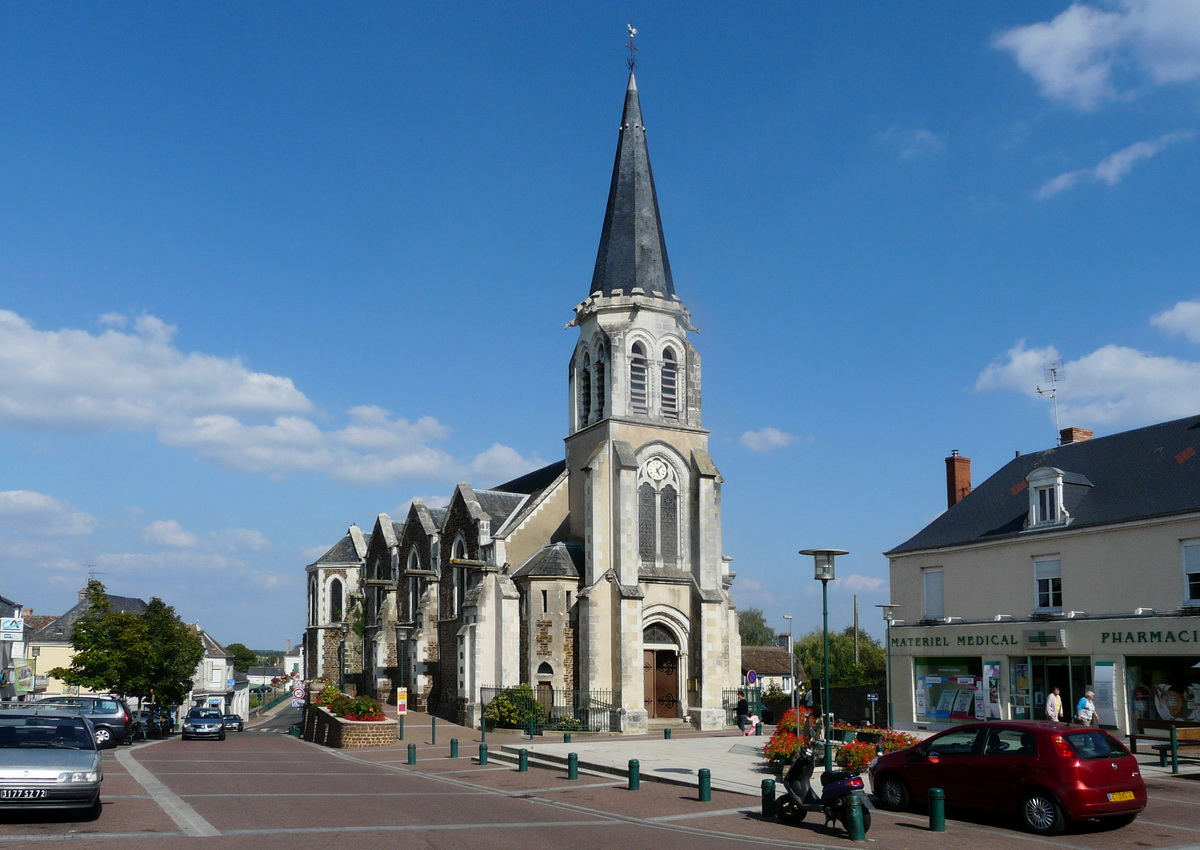
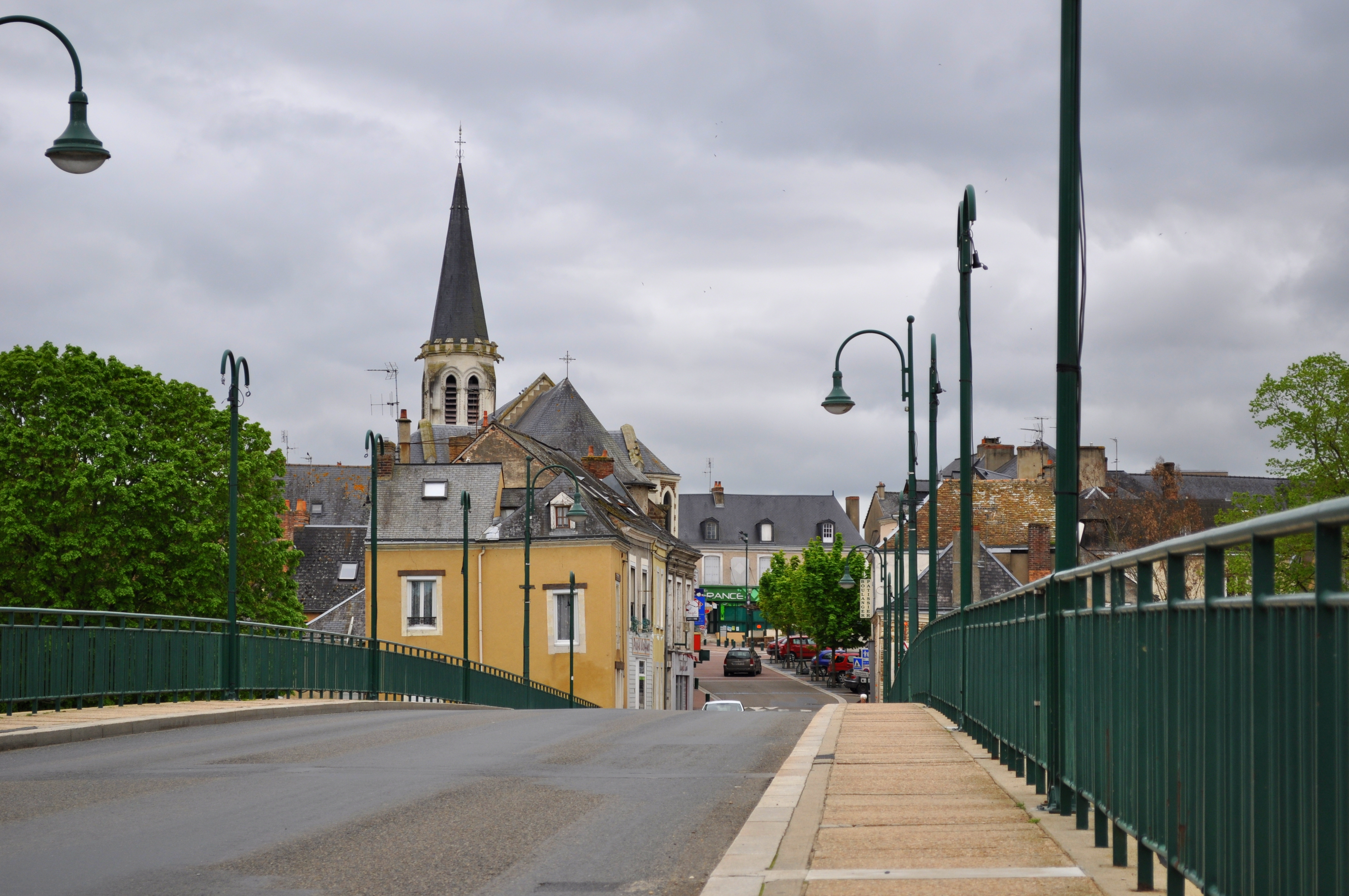

## Geografie
De oppervlakte van La Suze-sur-Sarthe bedroeg op 1 januari 2022 21,4 vierkante kilometer; de bevolkingsdichtheid was toen 216,3 inwoners per km².

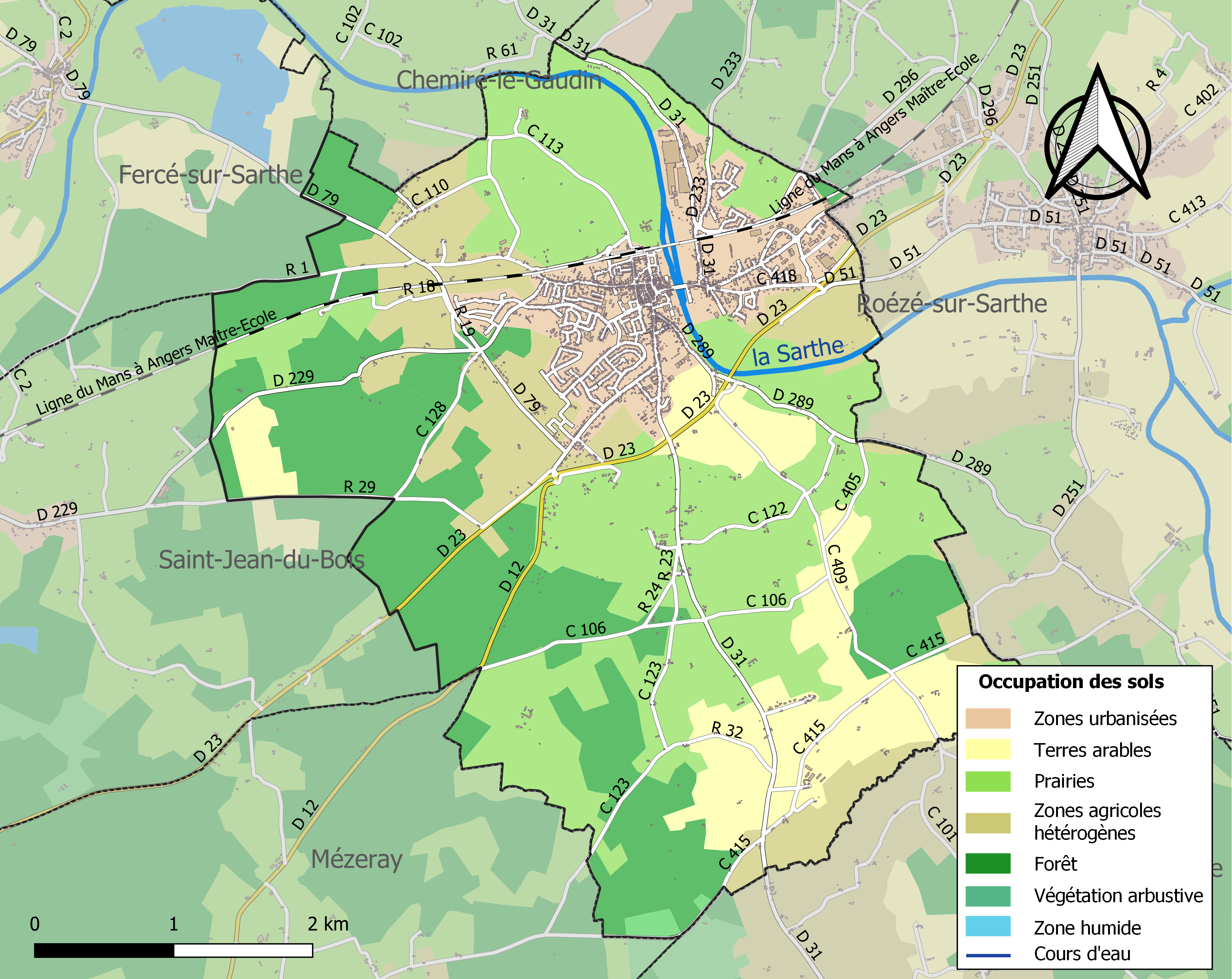
Kaart van de gemeente met de belangrijkste infrastructuur, bodemgebruik en omliggende gemeenten

## Demografie
Onderstaande figuur toont het verloop van het inwonertal (bron: INSEE-tellingen).